# 바칭현

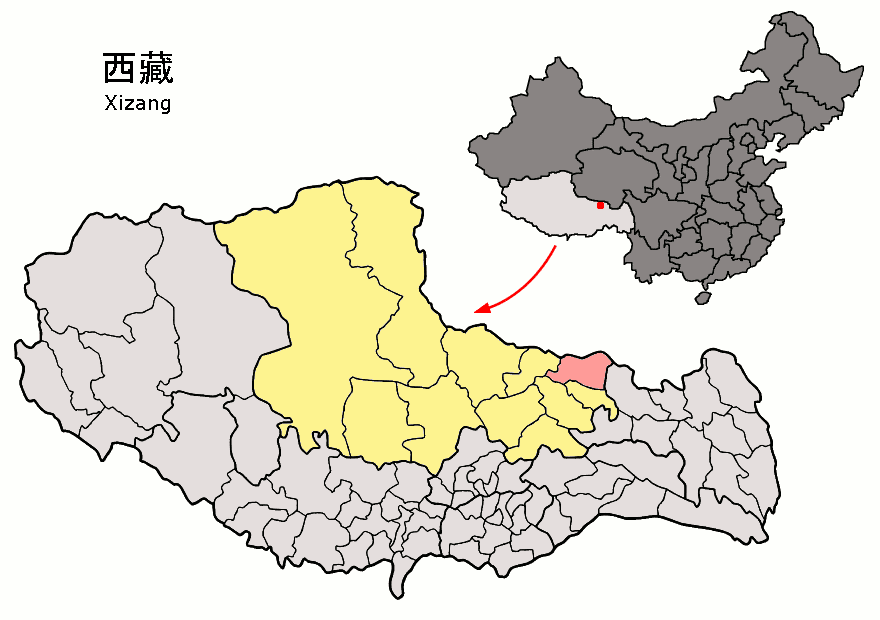
바첸 현의 위치

바칭현(티베트어: སྦྲ་ཆེན་རྫོང་ 다첸 종, 중국어: 巴青县, 병음: Bāqīng Xiàn)은 티베트 자치구 나취 지구의 현급 행정구역이다. 넓이는 10301km2이고, 인구는 2007년 기준으로 50,000명이다.

## 지리
평균해발고도는 4100m이다. 연평균 기온은 1°C이고 연평균 강수량은 500~600mm이다.

## 행정 구역
3개 진, 7개 향을 관할한다.
- 진: 雅安镇, 拉西镇, 杂色镇.
- 향: 江绵乡, 岗切乡, 巴青乡, 阿秀乡, 玛如乡, 本塔乡, 贡日乡.